# Hypena obsoleta
Hypena obsoleta är en fjärilsart som beskrevs av Butler. Hypena obsoleta ingår i släktet Hypena och familjen nattflyn. Inga underarter finns listade i Catalogue of Life.